# ديفيد هاموند
ديفيد هاموند (بالإنجليزية: David Hammond)‏ هو سباح ولاعب كرة الماء أمريكي، ولد في 5 يناير 1881 في شيكاغو في الولايات المتحدة، وتوفي في 1940 في ميامي في الولايات المتحدة.

## وصلات خارجية
- ديفيد هاموند على موقع أوليمبيديا (الإنجليزية)